# Moka (Mauritius)
Moka è una cittadina di Mauritius nonché il capoluogo dell'omonimo Distretto. Ha una popolazione di 8 286 abitanti secondo il censimento del 2000.